# Кольцов Віталій Валерійович
Віта́лій Вале́рійович Кольцо́в (20 березня 1994, с. Моївка, Чернівецький район, Вінницька область, Україна) — український футболіст, півзахисник футбольного клубу «Буковина». Колишній гравець юнацьких збірних України U-17 та U-18.

## Біографія
Віталій Кольцов народився 20 березня 1994 року в с. Моївка Вінницької області. До 2010-го року Віталій займався футболом у Вінниці, в ДЮФК «Нива-Світанок» (перший тренер — Валерій Кольцов) та ДЮСШ «Нива». Потім на півзахисника звернули увагу скаути «Шахтаря», і 16-річний футболіст потрапив в академію «гірників». Кольцов два сезони відіграв у молодіжному складі донеччан. З 2013 по 2015 роки Віталій виступав за «Шахтар-3», за цей час в складі третьої команди гірників зіграв 54 матчі, забив 2 м'ячі.
У липні 2015 року підсилив склад представника української Першої ліги, ФК «Іллічівець» (Маріуполь). У сезоні 2015/16 років за маріупольський клуб у чемпіонаті України відіграв 25 матчів, ще 1 поєдинок у складі «Іллічівця» провів у кубку України.
Влітку 2017 року підписав з «Маріуполем» повноцінний контракт на два роки. До кінця року зіграв у 10 матчах Прем'єр-ліги, після чого перейшов у «Олександрію».
У липні 2018 року перейшов у ФК «Олімпік».
У липні 2019 року став гравцем харківського «Металіста 1925». Дебютував у складі «жовто-синіх» 27 липня того ж року в матчі першого туру Першої ліги 2019/20 проти «Інгульця» (1:0), вийшовши на поле в основному складі команди та відігравши весь матч. 2 липня 2021 року харківський клуб припинив співпрацю з Кольцовим.
9 липня 2021 року підписав річний контракт із російським «СКА-Хабаровськ», за який провів 24 гри у другому дивізіоні чемпіонату Росії.
Сезон 2022/23 провів у друголіговій вінницькій «Ниві». 16 липня 2023 року підписав контракт із «Інгульцем», в складі якого здобув золоті нагороди першої ліги України та право виступу в Українській Прем'єр-лізі. Однак у літнє міжсезоння залишив клуб.
В липні 2024 року підписав контракт із першоліговим футбольним клубом «Буковина».

## Досягнення
- Перша ліга України:
  -  Переможець (2): 2016/17, 2023/24
  -  Бронзовий призер (1): 2020/21

## Статистика виступів
Станом на 1 грудня  2024 року
| Сезон   | Команда          | Ліга    | М  | Г  | Кубок      | М | Г |
| ------- | ---------------- | ------- | -- | -- | ---------- | - | - |
| 2013-14 | «Шахтар-3»       | Друга   | 27 | 0  | —          | — | — |
| 2014-15 | «Шахтар-3»       | Друга   | 27 | 2  | —          | — | — |
| 2015-16 | «Іллічівець»     | Перша   | 25 | 0  | КУ 2015/16 | 1 | 0 |
| 2016-17 | «Іллічівець»     | Перша   | 30 | 3  | КУ 2016/17 | 2 | 0 |
| 2017-18 | «Маріуполь»      | Прем'єр | 10 | 1  | КУ 2017/18 | 1 | 0 |
| 2017-18 | «Олександрія»    | Прем'єр | 2  | 0  | —          | — | — |
| 2018-19 | «Олімпік»        | Прем'єр | 21 | 1  | КУ 2018/19 | 2 | 0 |
| 2019-20 | «Металіст 1925»  | Перша   | 28 | 4  | КУ 2019/20 | 0 | 0 |
| 2020-21 | «Металіст 1925»  | Перша   | 28 | 0  | КУ 2020/21 | 1 | 0 |
| 2021-22 | «СКА-Хабаровськ» | ФНЛ     | 24 | 0  | КР 2021/22 | 1 | 0 |
| 2022-23 | «Нива» (Вінниця) | Друга   | 17 | 3  | —          | — | — |
| 2023-24 | «Інгулець»       | Перша   | 28 | 10 | КУ 2023/24 | 1 | 0 |
| 2024-25 | «Буковина»       | Перша   | 13 | 3  | КУ 2024/25 | 2 | 0 |

- Прем'єр-ліга: 33 матчі, 2 гола.
- Перша ліга: 152 матчі, 20 голів.
- Друга ліга: 71 гра, 5 голів.
- Кубок України: 10 матчів.